# دیوید شوفط
دیوید شوفط (به انگلیسی: David Shofet) خاخام ایرانی-آمریکایی است. او مؤسس و راب اعظم کنیسه نصح در بورلی هیلز، کالیفرنیا است.
شوفط متولد تهران است. خانواده او ۱۲ نسل راب بوده‌اند. پدرش یدیدیا شوفط از ۱۹۲۲ تا ۱۹۸۰ راب اعظم ایران بود. مادرش ربانیت حشمت شوفط بود.
شوفط کوتاه مدتی پس از انقلاب ۱۳۵۷ به آمریکا مهاجرت کرد.
کوتاه مدتی پس از مرگ پدر شوفط، رهبران یهودی ایرانی در قطعنامه‌ای او را به عنوان یکی از رهبران مذهبی اصلی جماعتشان به رسمیت شناختند.
شوفط با ازدواج همجنس مخالف است. او استدلال کرده‌است که اعمال همجنسگرایانه در تورات ممنوع شده‌است.